# Municipio de Tate (Illinois)
El municipio de Tate (en inglés: Tate Township) es un municipio ubicado en el condado de Saline en el estado estadounidense de Illinois. En el año 2010 tenía una población de 298 habitantes y una densidad poblacional de 6,33 personas por km².

## Geografía
El municipio de Tate se encuentra ubicado en las coordenadas 37°53′12″N 88°38′14″O / 37.88667, -88.63722. Según la Oficina del Censo de los Estados Unidos, el municipio tiene una superficie total de 47.11 km², de la cual 46,95 km² corresponden a tierra firme y (0,35 %) 0,17 km² es agua.

## Demografía
Según el censo de 2010, había 298 personas residiendo en el municipio de Tate. La densidad de población era de 6,33 hab./km². De los 298 habitantes, el municipio de Tate estaba compuesto por el 97,32 % blancos, el 1,01 % eran amerindios, el 1,68 % eran asiáticos. Del total de la población el 0 % eran hispanos o latinos de cualquier raza.